# Battaglia di Borny-Colombey
La battaglia di Borny-Colombey (o Colombey-Nouilly per i tedeschi) fu combattuta nel tardo pomeriggio del 14 agosto 1870 ad est di Metz tra l'esercito francese e quello del Regno di Prussia. I francesi avevano la superiorità in uomini e cannoni, e tuttavia le sorti della battaglia rimasero indecise fino all'ultimo, comportando un ritardo nella ritirata dell'esercito francese.
La battaglia fu combattuta, nelle sue fasi cruciali, tra il 3º corpo d'armata francese, che dovette sostenere il peso dell'attacco (mentre parte del 4º corpo dovette riattraversare la Mosella per supportarlo), comandato dal generale Claude Théodore Decaen, il quale morì nei combattimenti venendo sostituito dal maresciallo Bazaine e il 7º Corpo d'armata, appartenente alla prima armata prussiana, comandato da Alexander von der Goltz. I francesi impegnarono varie divisioni, compresa una della Guardia, senza riuscire ad avere ragione delle truppe prussiane che avevano agganciato i reparti imperiali durante la ritirata.

## La battaglia
L'attacco cominciò per iniziativa personale del generale von der Goltz, quando Frossard e Ladmirault si erano ritirati dalle proprie posizioni e il 3º corpo aveva iniziato a sfoltirsi. Dopo la sorpresa iniziale, l'intervento dell'artiglieria del 3º corpo poté tenere immobilizzati i prussiani e i francesi apparvero solidi, anche se Manteuffel fu in grado di mandare in avanti le sue due divisioni, una attraverso la valle di Montoy e l'altra attraverso Nouilly; ogni altro tentativo di avanzamento fu bloccato dal fuoco francese. L'audace attacco della Guardia prussiana fu sventato dalla superiorità, nei numeri e nelle posizioni di tiro, dei nemici. Bazaine dal canto suo non aveva intenzione di contrattaccare. Il generale Zastrow intanto aveva mandato il resto del proprio corpo d'armata a sostenere von der Goltz.
La lotta fu feroce sul fianco sinistro francese, sulla alture a nord della valle di Vallières. Qui il corpo di Ladmirault, ritornato appena in tempo per occupare Mey e i pendii circostanti, minacciò il fianco destro di Manteuffel, rigettando indietro qualsivoglia tentativo dei prussiani di irrompere nella valle. L'intervento di Manteuffel riuscì nell'intento di prendere posizione nel piccolo bosco ad est di Mey, ma dovette subire la violenza dei contrattacchi francesi e la battaglia per il possesso del bosco andò avanti fino a notte inoltrata. Al suo arrivo alle 8:00 di sera Steinmetz ordinò a Manteuffel e Zastrow di ritirarsi e proibì di avanzare alcuna richiesta di aiuto, ma il quartier generale comunicò di approvare le mosse dei due generali, i quali avevano rifiutato di eseguire gli ordini (e non erano in posizione di rispettare le direttive di Steinmetz); lo stesso re dispose di mantenere le posizioni. Il giorno dopo re Guglielmo andò a complimetarsi con von der Goltz.
La battaglia fu reclamata come successo da ambo gli schieramenti, anche se con maggiori ragioni per i prussiani in quanto lo scontro rappresentò l'ennesimo arretramento strategico francese. Cosa più grave, Bazaine aveva perso 12 ore vitali per realizzare la propria fuga da Metz ed evitare l'accerchiamento da parte delle forze prussiane, che si compirà drammaticamente con l'imbottigliamento nell'assedio della roccaforte.